# Nesticella phami
Espèce
Nesticella phami est une espèce d'araignées aranéomorphes de la famille des Nesticidae.

## Distribution
Cette espèce est endémique du Viêt Nam.

## Description
Le mâle holotype mesure 1,72 mm et la femelle paratype 2,28 mm.

## Étymologie
Cette espèce est nommée en l'honneur de Dinh-Sac Pham.

## Publication originale
- Lin, Ballarin & Li, 2016 : A survey of the spider family Nesticidae (Arachnida, Araneae) in Asia and Madagascar, with the description of forty-three new species. ZooKeys, no 627, p. 1-168.